# Luca Vido
Luca Vido (ur. 3 lutego 1997 w Bassano del Grappa) – włoski piłkarz występujący na pozycji napastnika we włoskim klubie Palermo. Wychowanek Trevisy, w trakcie swojej kariery grał także w takich zespołach, jak Milan, Cittadella, Atalanta, Perugia, Crotone oraz Pisa. Młodzieżowy reprezentant Włoch.